# 菲迪亞斯·帕納約圖
菲迪亞斯·帕納約圖（羅馬化：Fidias Panayiotou；2000年4月10日—），艺名Fidias ，塞浦路斯YouTuber和政治人物，在2024年歐洲議會選舉中当选为歐洲議會議員。

## YouTuber經歷

### 爭議

#### 「免費遊日本」影片
2023年10月20日，菲迪亞斯發佈他與另外三名YouTuber挑戰不花一分錢從長崎到達青森的影片，當中他作出了向途人行乞以獲得車資、在新幹線列車上躲在廁所以避免查票員發現他逃票、以及假裝酒店住客以享用免費早餐等違法行為，引起網民撻伐。其後他在另一條影片的留言區道歉稱「如果我們讓日本人感覺不舒服，我向他們道歉⋯⋯從現在起，我會針對我們探訪的文化做更多功課，並試着避免這種情況再度發生。」事後該影片已被YouTube以「違反服務條款」為理由而移除。

## 政治生涯

### 2024年歐洲議會選舉
2024年6月，24歲的菲迪亞斯在没有任何政治背景的情况下，凭借其在YouTube和TikTok上的巨大知名度,以反对党派的立场参加了2024年欧洲议会选举，并以19.4%的得票率获得了塞浦路斯在歐洲議會上的6个议席之一。
他在竞选中也强调要提高教育质量，消除考试，推广自主学习，同时也承认人工智能和比特币的重要性。他的当选震惊了塞浦路斯政坛，这位年轻的网红以接近执政党的得票率,在没有任何政党支持的情况下，以第三名的成绩成功成為欧洲议会議員。